# Brabanter (Huhn)
Die Brabanter-Haushuhnrasse aus den Niederlanden ist eine alte Rasse aus dem 17. Jahrhundert. Als Vorfahren der Brabanter gelten die Vorfahren des Paduanerhuhnes Crèvecœur und Landhühner. Diese Rasse ist in ganz Europa verbreitet.
Der Brabanter ist ein bewegliches Huhn mit einem vollen Rumpf. Auffällig ist die Helmhaube, die er mit der Appenzeller Spitzhaube gemeinsam hat. Brabanter gelten zudem als Vorfahren der Appenzeller Spitzhaube. Brabanter haben aufgeworfene Nasenlöcher und einen Hörnerkamm in V-Form. Der Bart der Tiere ist dreiteilig. Die Farbschläge silber, gold und chamois-farben haben als Besonderheit Halbmondtupfen am Federende. Der Lauf ist blau.
Brabanter sind gute Leger und haben eine imposante Erscheinung. Bei trockenem Wetter ist ein Freilauf notwendig, wobei zu beachten ist, dass Brabanter sehr flugfreudig sind.
Eine Zwergform existiert und ist seltener als die Großform.